# Машинна графіка
Комп'ютерна графіка (також машинна графіка) — галузь діяльності, в якій комп'ютери поряд зі спеціальним програмним забезпеченням використовуються як інструмент як для створення (синтезу) і редагування зображень, так і для оцифрування візуальної інформації, отриманої з реального світу, з метою подальшої її обробки та зберігання.

## Історія
Перші обчислювальні машини 1940-х років («ABC», 1942, «ЕНІАК», 1946, «EDSAC», 1949, «МЕЛМ», 1950). розроблялися і використовувалися строго для розрахунків і не мали окремих засобів до роботи з графікою. Проте вже тоді деякі ентузіасти намагалися використовувати ЕОМ першого покоління на електронних лампах для отримання та обробки зображень. Програмуючи пам'ять ЕОМ та пристроїв виведення інформації, побудованих на основі матриці електричних ламп, можна було отримувати прості візерунки. Лампи розжарювання включалися і вимикалися в певному порядку, утворюючи зображення різних фігур.
Наприкінці 1940-х і на початку 1950-х років у багатьох комп'ютерах стали застосовуватися електронно-променеві трубки (ЕПТ) у вигляді осцилографів, або трубок Вільямса, які використовувалися як оперативна пам'ять. Теоретично, записуючи 0 або 1 в певному порядку на таку пам'ять, на екрані можна було відобразити певне зображення, але на практиці це не використовувалося. у 1952 році британський інженер Олександр Дуглас (Alexander Shafto «Sandy» Douglas) написав жартівливу програму " OXO " (хрестики-нулики) для програмованого комп'ютера EDSAC (1949 р.), що стала в історії першою комп'ютерною грою. Зображення ґрат та нуликів з хрестиками будувалося шляхом програмування трубки Вільямса або промальовувалося на сусідньому ЕПТ.
У 1950-х роках обчислювальні можливості комп'ютерів та графічні можливості периферійних пристроїв не дозволяли отримати високу деталізацію, але давали змогу здійснити посимвольне виведення зображень на екрани моніторів та типових принтерів. Зображення будувалися з алфавітно-цифрових символів (символьна графіка, пізніше прийшла назва ASCII-графіка та ASCII-Art). Принцип простий: різниця у щільності алфавітно-цифрових знаків та нездатність людського зору розрізняти деталі з відстані дозволили створювати на комп'ютері малюнки та псевдографічні об'єкти. Подібні зображення на папері створювали друкарки на друкарських машинках наприкінці XIX століття.
У 1950 році ентузіаст Бенджамін Лапоскі (Ben Laposky), математик, художник і кресляр, почав експериментувати з екраном осцилографа, будуючи складні динамічні фігури — осциліони. Танець світла створювався найскладнішими налаштуваннями на цьому електронно-променевому приладі. Для відображення зображень використовувалися високошвидкісна фотографія та спеціальні об'єктиви, пізніше були додані пігментовані фільтри, що наповнювали знімки кольором.
У 1951 році у військовому комп'ютері Whirlwind-I (укр. мовою «Вихор», «ураган»), вбудованому пізніше в систему SAGE протиповітряної оборони США, вперше був застосований монітор як засіб відображення візуальної та графічної інформації.
У 1955 році в лабораторії Массачусетського технологічного інституту (MIT) винайдено світлове перо (Light pen). Це світлочутливий пристрій для введення в комп'ютер. В основі його — стилус, який використовується для вибору тексту, малювання зображень та взаємодії з елементами інтерфейсу користувача на екрані комп'ютера або монітора. Перо добре працює тільки з ЕПТ (CRT)-моніторами, оскільки вони сканують екран попіксельно, що дає комп'ютеру спосіб відслідковувати очікуваний час сканування електронним променем і визначати положення пера на основі останньої мітки часу сканування. На кінчику пера знаходиться фотоелемент, що випускає електронний імпульси і одночасно реагує на пікове свічення, що відповідає моменту проходу електронного променя. Достатньо синхронізувати та зіставити імпульс із положенням електронної гармати, щоб визначити, куди саме вказує перо.
В обчислювальних терміналах 1960-х років широко використовувалося світлове перо. З появою в 1990-х роках рідкокристалічних моніторів воно практично вийшло зі вжитку, тому що з екранами цих пристроїв робота світлового пера стала неможливою.
В 1957 році інженер Рассел Кірш (Russell A. Kirsch) з Національного бюро стандартів США винайшов для комп'ютера SEAC перший сканер і отримав на ньому перше цифрове зображення — скан-фото свого сина Волдена (анг. Walden).
У 1960-ті роки розпочався реальний розквіт комп'ютерної графіки. З приходом нових високопродуктивних за тими мірками комп'ютерів на транзисторах з моніторами (2-е покоління ЕОМ) і потім на мікросхемах (3-е покоління ЕОМ) машинна графіка стала не лише сферою ентузіастів, але серйозним науково-практичним напрямом розвитку комп'ютерних технологій. З'явилися перші суперкомп'ютери (CDC 6600 і Cray-1), що дозволили працювати не тільки зі швидкими обчисленнями, а й з комп'ютерною графікою на новому рівні.
У 1960 році інженер-дизайнер Вільям Феттер (William Fetter) з авіабудівної корпорації Боїнг (англ. Boeing) вперше ввів термін комп'ютерна графіка. Малюючи дизайн кабіни пілотів літака на робочому комп'ютері, він вирішив у такий спосіб описати в технічній документації рід своєї діяльності. у 1964 р. ульям Феттер створив на комп'ютері також дротяну графічну модель людини під назвою «людина Боїнга», вона ж «перша людина», використану пізніше в телерекламі 70-х років.
У 1962 році програміст Стів Рассел (Steve Russell) з МТІ на комп'ютері DEC PDP-1 розробив окрему програму з графікою — комп'ютерну гру " Spacewar! ". Створення її зайняло близько 200 людино-годин. Гра використовувала джойстик і мала цікаву фізику з симпатичною графікою. Однак першою комп'ютерною грою, але без графіки, можна вважати програму Олександра Дугласа «OXO» («Хрестики-нулики», 1952).
У 1963 році на основі комп'ютера «TX-2» американський інженер-програміст з МТІ, піонер комп'ютерної графіки Айвен Сазерленд (Ivan Edward Sutherland) створив програмно-апаратний комплекс Sketchpad, що дозволяв малювати крапки, лінії та кола на трубці світловим пером. Підтримувалися базові дії з примітивами: переміщення, копіювання та ін. По суті, це був перший векторний редактор, що став прообразом сучасних САПР (систем автоматизованого проєктування та розрахунку), таких, як AutoCAD або Компас-3D. Також цю програму можна вважати першим графічним інтерфейсом, що вийшов за 10 років до Xerox Alto (1973), раніше появи самого терміну. у 1968 р. Айвеном Сазерлендом був створений прообраз першого комп'ютерного шолома віртуальної реальності, названий «Дамокловим мечем» за аналогією з давньогрецькою легендою.
У середині 1960-х років виникли розробки у промислових додатках комп'ютерної графіки. Так, під проводом Т. Мофетта та М. Тейлора фірма Itek (Itek Corporation) розробила цифрову електронну креслярську машину (графобудівник).
У 1963 році програміст з Bell Labs Едвард Зейджек (Edward E. Zajac) розробив першу комп'ютерну анімацію — рух супутника навколо Землі. Анімація демонструвала теоретичний супутник, який використовував гіроскопи підтримки своєї орієнтації щодо Землі. Вся комп'ютерна обробка була виконана на комп'ютерах серій IBM 7090 або 7094 з використанням програми ORBIT.
У наступні роки виходять й інші, складніші і значні анімації: «Tesseract» («Тесеракт», він же «Гіперкуб», 1965).) Майкла Нолла з " Bell Labs ", «Hummingbird» («Колібрі», 1967.) Чарльза Цурі і Джеймса Шаферса, «Кішечка» (1968 р.).) Миколи Константинова, «Metadata» («Метадані», 1971 р.).) Пітера Фолдерса тощо.
У 1964 випущений IBM 2250, перший комерційний графічний термінал для мейнфрейму IBM/360.
У 1964 року компанія General Motors разом із IBM представляє систему автоматизованого проєктування DAC-1.
У 1967 році професор Дуглас Енгельбарт (Douglas Carl Engelbart) конструює першу комп'ютерну мишу (покажчик XY-координат) і показує її можливості на виставці в Сан-Франциско у 1968 році.
У 1967 році співробітник IBM Артур Аппель описує алгоритм видалення невидимих ребер (у тому числі частково прихованих), пізніше названий променевим кастингом, відправною точкою сучасної 3D-графіки та фотореалізму.
В 1968 в СРСР групою під керівництвом Н. Н. Константинова створена комп'ютерна модель імітації руху кішки. Машина БЭСМ-4, виконуючи написану програму розв'язання диференціальних рівнянь, друкувала на принтері мультфільм « Кішечка „ — на думку радянських вчених — прорив для свого часу. Аналогічні алгоритми динаміки руху були перевідкриті на заході лише у 80-х роках. Для візуалізації використовувався алфавітно-цифровий принтер.
У 70-х роках з'являються перші кольорові монітори та кольорова графіка — новий ривок у розвитку комп'ютерної графіки. Суперкомп'ютери з кольоровими дисплеями стали використовуватися для створення спецефектів у кіно (фантастична епопея 1977 року). «Зоряні війни» режисера Джорджа Лукаса, фантастичний жахастик «Чужий» кіностудії XX Century Fox та режисера Рідлі Скотта, пізніше недооцінений науково-фантастичний фільм 1982 року «Трон» студії Walt Disney та режисера Стівена Лісбергера). У цей період комп'ютери стали ще більше швидкодіючими, їх навчили малювати 3D-зображення, виникла тривимірна графіка і новий напрямок візуалізації — фрактальна графіка. З'явилися персональні комп'ютери з графічними інтерфейсами, що використовують комп'ютерну мишу (Xerox Alto, 1973).
У 1971 році математик Анрі Гуро, в 1972 році Джим Блінн і в 1973 Буй Туонг Фонг розробляють моделі затінювання, що дозволяють графіку вийти за рамки площини і точно відобразити глибину сцени. Джим Блінн став новатором у сфері впровадження карт рельєфу, техніки моделювання нерівних поверхонь, а алгоритм Фонга згодом став основним у сучасних комп'ютерних іграх.
У 1972 році піонер комп'ютерної графіки Едвін Катмулл (Edwin Catmull) створює перше 3D-зображення — дротяну та текстуровану модель власної лівої руки.
У 1973 році з'являється перший комп'ютер із повністю графічним інтерфейсом — Xerox Alto.
У 1975 році французький математик Бенуа Мандельброт (Benoit B. Mandelbrot), програмуючи комп'ютер моделі IBM, будує на ньому зображення результатів обчислення комплексної математичної формули (множина Мандельброта), і в результаті аналізу отриманих повторюваних закономірностей дає красивим зображенням назву «фрактал» (з лат. дробовий, розбитий). Виникає фрактальна геометрія та новий перспективний напрямок у комп'ютерній графіці — фрактальна графіка.
Наприкінці 1970-х років, з появою персональних комп'ютерів 4-го покоління — на мікропроцесорах, графіка з промислових систем переходить на робочі місця та в будинки простих користувачів. Зароджується індустрія відеоігор та комп'ютерних ігор. Першим масовим персональним комп'ютером із кольоровою графікою став ПК Apple II (1977 р.).
У 1980-х роках, з розвитком персональних комп'ютерів графіка стає більш деталізованою (підвищується роздільна здатність зображень і розширюється колірна палітра). Виходить безліч моделей домашніх комп'ютерів, що використовуються насамперед для комп'ютерних ігор, тому більшість із них мають графічний режим. З'являються комп'ютери IBM PC (1981 рік), з відеокартами MDA, CGA, EGA, VGA, SVGA. Розроблено перші стандарти файлових графічних форматів, наприклад GIF (1987). Випускаються системи комп'ютерної графіки та графічні робочі станції, виникає графічне моделювання.

## Поточний стан

### Основні галузі застосування
Наукова графіка — перші комп'ютери використовувалися лише для вирішення наукових та виробничих завдань. Щоб краще зрозуміти отримані результати, проводилася їхня графічна обробка, будувалися графіки, діаграми, креслення розрахованих конструкцій. Перші графіки на машині виходили в режимі символьного друку. Потім з'явилися спеціальні пристрої — графобудівники (плотери) для креслення креслень та графіків чорнильним пером на папері. Сучасна наукова комп'ютерна графіка дозволяє проводити обчислювальні експерименти з наочним представленням їх результатів.
Ділова графіка — галузь комп'ютерної графіки, призначена для наочного уявлення різних показників роботи установ. Планові показники, звітна документація, статистичні зведення — це об'єкти, для яких за допомогою ділової графіки створюються ілюстративні матеріали. Програмні засоби ділової графіки включаються до складу електронних таблиць.
Конструкторська графіка використовується у роботі інженерів-конструкторів, архітекторів, винахідників. Це є обов'язковим елементом САПР (систем автоматизації проєктування). Засобами конструкторської графіки можна отримувати як пласкі зображення (проєкції, перерізи), так і просторові тривимірні зображення.
Ілюстративна графіка — це довільне малювання та креслення на екрані монітора. Пакети ілюстративної графіки належать до прикладного програмного забезпечення загального призначення. Найпростіші програмні засоби ілюстративної графіки називаються графічними редакторами.
Художня та рекламна графіка стала популярною завдяки телебаченню. За допомогою комп'ютера створюються рекламні ролики, мультфільми, комп'ютерні ігри, відеоуроки, відеопрезентації. Графічні пакети для цього потребують великих ресурсів комп'ютера з швидкодії та пам'яті. Відмінною особливістю цих графічних пакетів є можливість створення реалістичних зображень і картинок, що рухаються. Одержання малюнків тривимірних об'єктів, їх повороти, наближення, видалення, деформації пов'язані з великим обсягом обчислень. Передача освітленості об'єкта залежно від положення джерела світла, від розташування тіней, фактури поверхні, вимагає розрахунків, враховують закони оптики.
Піксель арт — піксельна графіка, важлива форма цифрового мистецтва, що створюється за допомогою програмного забезпечення для растрової графіки, де зображення редагуються на рівні пікселів. У збільшеній частині зображення окремі пікселі відображаються у вигляді квадратів і їх легко побачити. У цифрових зображеннях піксель (або елемент зображення) є окремою точкою у растровому зображенні. Пікселі розміщуються на регулярній двомірній сітці і часто представлені крапками або квадратами. Графіка в більшості старих (або відносно обмежених) комп'ютерних та відеоігор, графічні калькуляторні ігри та багато ігор для старих мобільних телефонів — в основному піксельна графіка.
Комп'ютерна анімація — це отримання зображень, що рухаються, на екрані дисплея. Художник створює на екрані малюнки початкового і кінцевого положення об'єктів, що рухаються; всі проміжні стани розраховує та зображує комп'ютер, виконуючи розрахунки, що спираються на математичний опис цього виду руху. Така анімація називається мультиплікація за ключовими кадрами. Також існують інші види комп'ютерної анімації: процедурна анімація, шейпова анімація, програмована анімація та анімація, де художник сам малює всі кадри вручну. Отримані малюнки, що послідовно виводяться на екран з певною частотою, створюють ілюзію руху.
Мультимедіа — це об'єднання високоякісного зображення на екрані комп'ютера зі звуковим супроводом. Найбільшого поширення системи мультимедіа отримали області навчання, реклами, розваг.

### Наукова робота
Комп'ютерна графіка є також однією з галузей наукової діяльності. В галузі комп'ютерної графіки захищаються дисертації, а також проводяться різноманітні конференції:
- конференція Siggraph, проводиться в США
- конференції Eurographics [Архівовано 6 жовтня 2014 у Wayback Machine.], проводяться асоціацією Eurographics щорічно в країнах Європи

## Технічний бік
За способами завдання зображення графіку можна розділити на категорії:

### Двовимірна графіка
Двовимірна (2D — від англ. two dimensions — «два виміри») комп'ютерна графіка класифікується на кшталт представлення графічної інформації, і з алгоритмами обробки зображень. Зазвичай комп'ютерну графіку поділяють на векторну та растрову, хоча відокремлюють ще й фрактальний тип зображень.

#### Векторна графіка

Приклад векторного малюнка

Векторна графіка представляє зображення як набір геометричних примітивів. Зазвичай ними вибираються точки, прямі, кола, прямокутники, а також як загальний випадок, криві деякого порядку. Об'єктам надаються деякі атрибути, наприклад, товщина ліній, колір заповнення. Малюнок зберігається як набір координат, векторів та інших чисел, що характеризують набір примітивів. При відтворенні об'єктів, що перекриваються, має значення їх порядок.
Зображення у форматі вектор дає простір для редагування. Зображення може без втрат масштабуватися, повертатися, деформуватися, а також імітація тривимірності у векторній графіці простіша, ніж у растрової. Справа в тому, що кожне таке перетворення фактично виконується так: старе зображення (або фрагмент) стирається і замість нього будується нове. Математичний опис векторного малюнка залишається тим самим, змінюються лише значення деяких змінних, наприклад, коефіцієнтів.
При перетворенні растрової картинки вихідними даними є лише опис набору пікселів, тому виникає проблема заміни меншого числа пікселів на більше (при збільшенні), або більшого на менше (при зменшенні). Найпростішим способом є заміна одного пікселя декількома кольорами (метод копіювання найближчого пікселя: Nearest Neighbour). Більш досконалі методи використовують алгоритми інтерполяції, у яких нові пікселі отримують певний колір, код якого обчислюється з урахуванням кодів кольорів сусідніх пікселів. Подібним чином здійснюється масштабування у програмі Adobe Photoshop (білінійна та бікубічна інтерполяція).
Разом з тим, не всяке зображення можна представити як набір з примітивів. Такий спосіб представлення хороший для схем, що використовується для масштабованих шрифтів, ділової графіки, дуже широко використовується для створення мультфільмів і просто роликів різного змісту.

#### Растрова графіка

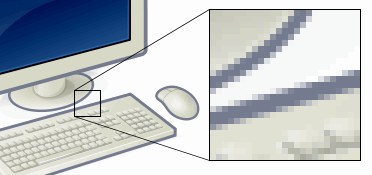
Приклад растрового малюнка

Растрова графіка завжди оперує двовимірним масивом (матрицею) пікселів. Кожному пікселю зіставляється значення яскравості, кольору, прозорості або комбінація цих значень. Растровий образ має кілька рядків і стовпців.
Без особливих втрат растрові зображення можна лише зменшувати, хоча деякі деталі зображення тоді зникнуть назавжди, що інакше у векторному поданні. Збільшення растрових зображень обертається видом на збільшені квадрати того чи іншого кольору, які раніше були пікселями.
у растровому вигляді представимо будь-яке зображення, проте цей спосіб зберігання має свої недоліки: більший обсяг пам'яті, необхідний для роботи із зображеннями, втрати під час редагування.
Растрову графіку використовують дизайнери, аніматори, художники, що працюють з окремими графічними роботами та замовленнями для індивідуального продажу. Растрові зображення не йдуть у тираж і не використовуються в масовому продажу, оскільки при збільшенні розміру зображення втрачає якість, однак саме растрова графіка дозволяє робити майже мальовничі роботи, більш опрацьовані дизайни і більш швидкі розробки, які вже потім при необхідності редагуються і відтворюються в потрібний формат із застосуванням векторних програм.

#### Фрактальна графіка

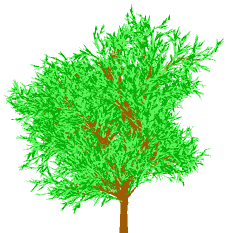
Фрактальне дерево

Фрактал — об'єкт, окремі елементи якого успадковують властивості батьківських структур. Оскільки детальніший опис елементів меншого масштабу відбувається за простим алгоритмом, описати такий об'єкт можна лише кількома математичними рівняннями.
Фрактали дозволяють описувати цілі класи зображень, для детального опису яких потрібно мало пам'яті. З іншого боку, фрактали слабко застосовні до зображень поза цими класами.

### Тривимірна графіка
Тривимірна графіка (3D — від англ. three dimensions — «три виміри») оперує з об'єктами в тривимірному просторі. Зазвичай результати є плоскою картинкою, проєкцією. Тривимірна комп'ютерна графіка широко використовується у кіно, комп'ютерних іграх.
Тривимірна графіка буває полігональною та воксельною. Воксельна графіка аналогічна до растрової. Об'єкт складається з набору тривимірних фігур, найчастіше кубів. А в полігональній комп'ютерній графіці всі об'єкти зазвичай представляються як набір поверхонь, що мінімальну поверхню називають полігоном. Як полігон зазвичай вибирають трикутники.
3D-графіка в порівнянні з 2D-графікою — це графіка, яка використовує тривимірне представлення геометричних даних.
Усіма візуальними перетвореннями у векторній (полігональній) 3D-графіці управляють матриці (див. також: афінне перетворення в лінійній алгебрі).
У комп'ютерній графіці використовується три види матриць:
- матриця повороту
- матриця зсуву
- матриця масштабування

Будь-який полігон можна представити у вигляді набору з координат його вершин. Так, трикутник матиме 3 вершини. Координати кожної вершини є вектором (x, y, z). Помноживши вектор на відповідну матрицю, отримаємо новий вектор. Зробивши таке перетворення з усіма вершинами полігону, отримаємо новий полігон, а перетворивши всі полігони, отримаємо новий об'єкт, повернутий/зрушений/масштабований щодо вихідного.
Щорічно відбуваються конкурси тривимірної графіки, такі як Magick next-gen або Dominance War.

### CGI графіка
CGI (англ. computer-generated imagery, літер. «зображення, створені комп'ютером») — зображення, що отримуються комп'ютером на основі розрахунку і використовуються в образотворчому мистецтві, друку, кінематографічних спецефектах, на телебаченні та в симуляторах. Створенням рухомих зображень займається комп'ютерна анімація, що є вужчою галуззю графіки CGI.

### Подання кольорів на комп'ютері

Система кольорів RGB

Для передачі та зберігання кольору у комп'ютерній графіці використовуються різні форми його уявлення. У загальному випадку колір є набір чисел, координат в деякій колірній системі.
Стандартні способи зберігання та обробки кольору у комп'ютері обумовлені властивостями людського зору. Найбільш поширені системи RGB для дисплеїв та CMYK для роботи в друкарській справі.
Іноді використовується система з більшим, ніж три, числом компонентів. Кодується спектр відображення або випромінювання джерела, що дозволяє більш точно описати фізичні властивості кольору. Такі схеми використовуються у фотореалістичному тривимірному рендерингу.

### Реальна сторона графіки
Будь-яке зображення на моніторі, через його пласкість, стає растровим, оскільки монітор це матриця, він складається з стовпців і рядків. Тривимірна графіка існує лише в нашій уяві, тому що те, що ми бачимо на моніторі, — це проєкція тривимірної фігури, а вже створюємо простір ми самі. Таким чином, візуалізація графіки буває лише растрова і векторна, а спосіб візуалізації це лише растр (набір пікселів), а від кількості цих пікселів залежить спосіб завдання зображення.
В епоху перших графічних дисплеїв (моніторів) існували ЕПТ-дисплеї без растру, з керуванням електронним променем на кшталт осцилографа. Фігури, що виводяться такими дисплеями, були у чистому вигляді векторними. у міру розвитку програмного забезпечення та ускладнення розв'язуваних завдань графічні дисплеї такого типу були визнані безперспективними, тому що не дозволяли формувати складні зображення. Схожий принцип формування зображення використовують у векторних графопобудовниках. Різниця в тому, що на векторному дисплеї складність картинки обмежена часом освітлення люмінофора, а на векторному плоттері такого обмеження немає.